# Each Time You Break My Heart
Each Time You Break My Heart è il singolo d'esordio del cantautore britannico Nick Kamen, estratto dall' album Nick Kamen, pubblicato dall'etichetta discografica WEA nel 1986.

## Descrizione
Il brano fu scritto e prodotto da Madonna e Stephen Bray durante le sessioni dell'album True Blue e poi scartato e ceduto a Nick Kamen.
La stessa Madonna partecipò ai cori insieme a Siedah Garrett.
Il singolo fu accompagnato da un videoclip diretto da Jean-Baptiste Mondino.
La canzone, di genere synth-pop, raggiunse una buona popolarità in Europa, particolarmente in Italia, Svizzera e Regno Unito.
Su Billboard fu inserita nella lista dei singoli «nuovi e degni di nota» e fu paragonata alle canzoni dei Bee Gees.
Fu un successo commerciale, raggiungendo i primi dieci posti nelle classifiche di Francia, Germania, Irlanda, Italia, Paesi Bassi, Svezia, Svizzera e Regno Unito. Fu certificato disco d'argento in Francia e in Regno Unito e una versione remix del brano divenne un successo dance negli Stati Uniti.

## Tracce
Singolo 7"
1. Each Time You Break My Heart – 4:30
2. Each Time You Break My Heart (Instrumental) – 4:35

Singolo maxi 12" (Europa)
1. Each Time You Break My Heart (Dance Mix) – 6:53
2. Each Time You Break My Heart – 4:30
3. Each Time You Break My Heart (Extended Instrumental) – 5:14

Singolo maxi 12" (Stati Uniti)
1. Each Time You Break My Heart (Extended Version) – 8:32
2. Each Time You Break My Heart (Dub) – 8:49
3. Each Time You Break My Heart (Radio Mix) – 3:55

## Edizione giapponese
L'edizione giapponese del singolo, a differenza dell'edizione "europea/americana", accredita la cantante Madonna come co-interprete dato che canta come seconda voce oltre ad essere coautrice e coproduttrice del brano insieme a Stephen Bray. Inoltre il 7 pollici promozionale giapponese, inviato ai DJ, è stato pubblicato con una copertina in bianco e nero, raffigurante Madonna e Nick Kamen all'interno di uno studio di registrazione.

## Classifiche

### Classifiche settimanali
| Classifica (1986–87)             | Posizione massima |
| -------------------------------- | ----------------- |
| Australia                        | 84                |
| Austria                          | 25                |
| Belgio (Fiandre)                 | 11                |
| Canada                           | 64                |
| Europa                           | 11                |
| Francia                          | 8                 |
| Germania                         | 8                 |
| Irlanda                          | 3                 |
| Italia                           | 2                 |
| Nuova Zelanda                    | 41                |
| Paesi Bassi                      | 5                 |
| Regno Unito                      | 5                 |
| Svezia                           | 6                 |
| Svizzera                         | 2                 |
| Dance di Billboard (Stati Uniti) | 5                 |

### Classifiche di fine anno
| Classifica (1987) | Posizione |
| ----------------- | --------- |
| Germania          | 70        |
| Italia            | 18        |
| Paesi Bassi       | 57        |

## Accrediti e personale
- Nick Kamen – voce principale, corista
- Madonna – autrice, produttrice, corista
- Stephen Bray – autore, produttore
- Michael Hutchinson – registrazione, missaggio
- The Latin Rascals – montaggio audio
- Ted Jensen – masterizzazione audio
- Steve Peck – tecnico del suono
- Shep Pettibone – remissaggio